# Chieuti
Chieuti (in Arbëresh, IPA: [ar'bəreʃ]: Qiefti) ist eine italienische Gemeinde (comune) mit 1490 Einwohnern (Stand 31. Dezember 2023) in der Provinz Foggia in Apulien.

## Lage und Daten
Chieuti liegt etwa 53 Kilometer nordwestlich von Foggia, grenzt unmittelbar an die Provinz Campobasso (Molise) und liegt ca. 9 km südlich an der Adriaküste.
Fraktionen von Chieuti sind Fantina Prima, Masseria Viarelle, Podere San Nicola und das an der Adria liegende Marina di Chieuti. Angrenzende Gemeinden sind: Campomarino (CB) und San Martino in Pensilis (CB) in Molise und Serracapriola in Apulien.

## Die Herkunft des Namens
Der Name Chieuti scheint aus Chiuri und Pleuti zusammengewachsen zu sein.

## Verkehr
Durch das Gebiet der Gemeinde führen die Autostrada A14 und die Strada Statale 16 Adriatica entlang der Adriaküste. Am westlichen Gemeinderand entlang führte die frühere Strada Statale 16ter Adriatica (heute: Provinzstraße 142) von Campomarino nach San Severo. Der Bahnhof von Chieuti und Serracapriola liegt an der Adriabahn.

## Sehenswürdigkeiten

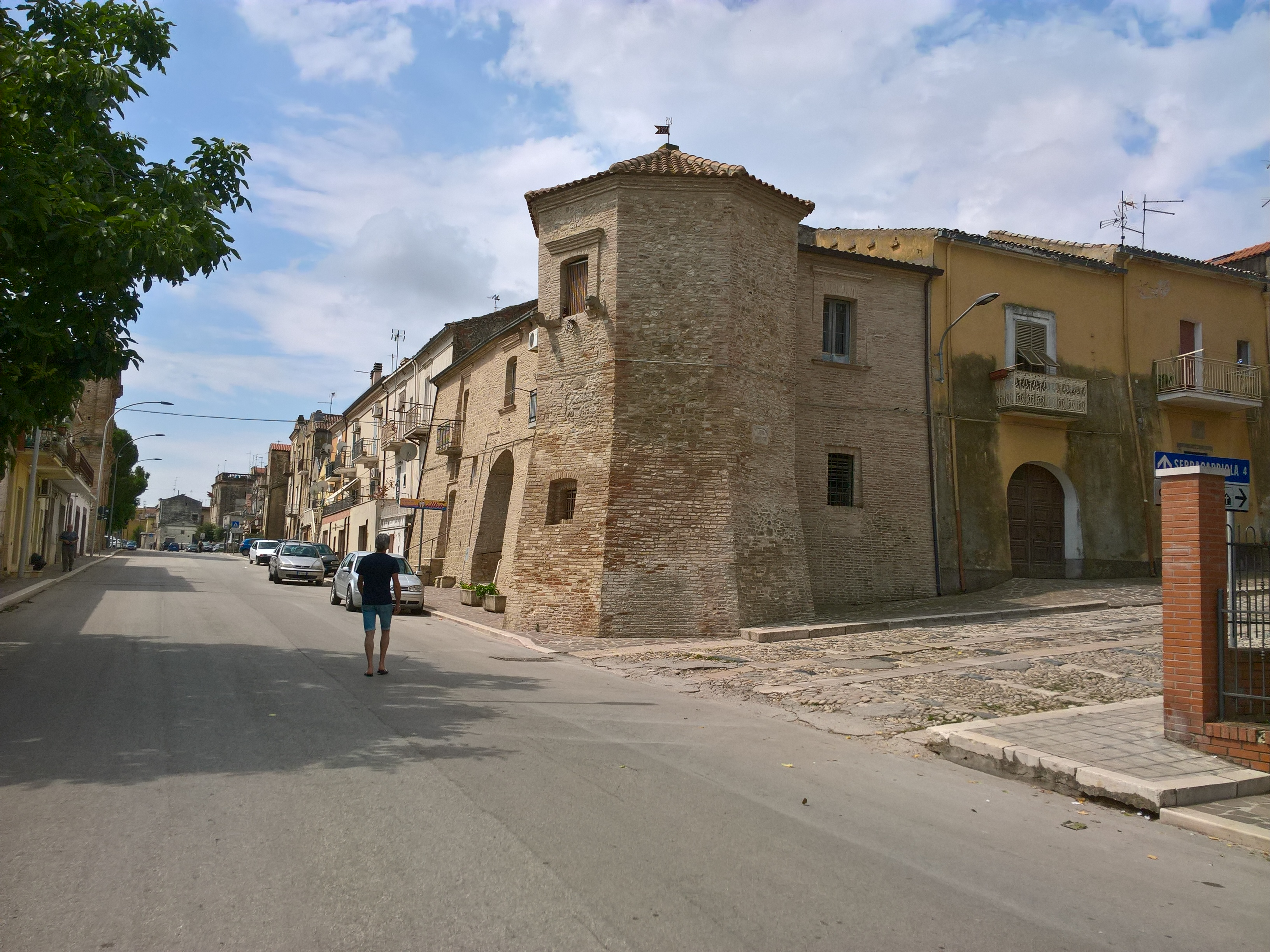
Einer der vier achteckigen Türme

- Entweihte Kirche Santa Maria degli Angeli
- Katholische Kirche San Giorgio Martire, Corso San Giorgio 25
- Vier achteckige Türme der ehemaligen Stadtbefestigung
- Historische Altstadt